# Dageng Liu

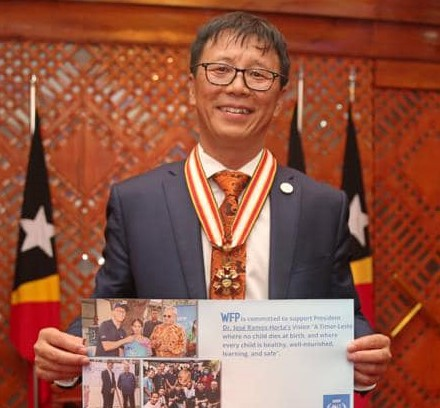
Dageng Liu (2022)

Dageng Liu ist ein chinesischer Mitarbeiter des Welternährungsprogramms der Vereinten Nationen (WFP).
1990 absolvierte er sein Bachelor-Studium, 1999 erhielt er einen Mastertitel in Agrarökonomie. Liu arbeitete für das chinesische Ministerium für Landwirtschaft und ländliche Angelegenheiten, bevor er zum WFP kam. Hier arbeitete er in verschiedenen Programm- und Managementfunktionen in Indonesien, im Sudan, Nordkorea, Myanmar und China. Von April 2018 bis 2022 war er der WFP-Länderrepräsentant in Osttimor. Seine Hauptaufgabe war der Aufbau strategischer und operativer Partnerschaften mit wichtigen Regierungspartnern und Entwicklungspartnern, um die wirksame Umsetzung des WFP-Länderstrategieplans (CSP) 2018–2021 zu gewährleisten. Seit 2022 ist am Hauptsitz des WFP für die „Süd-Süd-Zusammenarbeit“  verantwortlich.
Für seine Verdienste in dieser Tätigkeit erhielt Liu am 15. Juli 2022 von Osttimors Präsidenten José Ramos-Horta den Collar des Ordem de Timor-Leste.